# اچ‌ام‌اس ویزل (۱۸۰۵)
اچ‌ام‌اس ویزل (۱۸۰۵) (به انگلیسی: HMS Weazel (1805)) یک کشتی بود که طول آن ۱۰۰ فوت ۰ اینچ (۳۰٫۴۸ متر) بود. این کشتی در سال ۱۸۰۵ ساخته شد.